# 浜町 (蒲郡市)
浜町（はまちょう）は、愛知県蒲郡市の地名。

## 地理
蒲郡市南部に位置する。北西は拾石町に接する。

## 歴史

### 人口の変遷
国勢調査による人口および世帯数の推移。
| 1995年（平成7年）  | 52世帯 54人 |  |
| 2000年（平成12年） | 34世帯 36人 |  |
| 2005年（平成17年） | 40世帯 40人 |  |
| 2010年（平成22年） | -           |  |
| 2015年（平成27年） | -           |  |
| 2020年（令和2年）  | -           |  |

### 沿革
- 1965年（昭和40年） - 愛知県企業局により、埋め立てが開始される[2]。
- 1969年（昭和44年）8月1日 - 公有水面埋立地に蒲郡市浜町が成立する[2][3]。
- 1970年（昭和45年）8月1日・1971年（昭和46年）5月1日・1974年（昭和49年）12月1日 - 埋立地を編入[3]。
- 1976年（昭和51年） - 工業地帯の造成が完成する[2]。

## 交通
- 愛知県道396号蒲郡港拾石線
- みなと橋[1]
- 蒲郡港蒲郡埠頭[1]
- 蒲郡港浜町埠頭[1]

## 施設
- 港務所[1]
- 港湾合同庁舎[1]
- 下水終末処理場[1]
- 蒲郡緑地[1]
- 亀岩臨海公園[1]
- 豊川保健所蒲郡支所
- 蒲郡市保健医療センター
- 日本通運蒲郡支店

### WEB
1. ↑  “愛知県蒲郡市の町丁・字一覧”.   人口統計ラボ. 2024年1月22日閲覧。
2. 1 2  総務省統計局 (2022年2月10日). “令和2年国勢調査の調査結果(e-Stat) - 男女別人口，外国人人口及び世帯数－町丁・字等” (CSV). 2023年8月2日閲覧。
3. ↑  “愛知県蒲郡市の郵便番号一覧”.   日本郵便. 2024年1月22日閲覧。
4. ↑  “市外局番の一覧” (PDF).   総務省 (2022年3月1日). 2022年3月22日閲覧。
5. ↑  “ナンバープレートについて”.   一般社団法人愛知県自動車会議所. 2024年1月21日閲覧。
6. ↑  総務省統計局 (2014年3月28日). “平成7年国勢調査の調査結果(e-Stat) - 男女別人口及び世帯数 －町丁・字等” (CSV). 2021年7月20日閲覧。
7. ↑  総務省統計局 (2014年5月30日). “平成12年国勢調査の調査結果(e-Stat) - 男女別人口及び世帯数 －町丁・字等” (CSV). 2021年7月20日閲覧。
8. ↑  総務省統計局 (2014年6月27日). “平成17年国勢調査の調査結果(e-Stat) - 男女別人口及び世帯数 －町丁・字等” (CSV). 2021年7月21日閲覧。
9. ↑  総務省統計局 (2012年1月20日). “平成22年国勢調査の調査結果(e-Stat) - 男女別人口及び世帯数 －町丁・字等” (CSV). 2021年7月21日閲覧。
10. ↑  総務省統計局 (2017年1月27日). “平成27年国勢調査の調査結果(e-Stat) - 男女別人口及び世帯数 －町丁・字等” (CSV). 2021年7月21日閲覧。

### 書籍
1. 1 2 3 4 5 6 7 8 9 10  「角川日本地名大辞典」編纂委員会 1989, p. 1659.
2. 1 2 3  「角川日本地名大辞典」編纂委員会 1989, p. 1092.
3. 1 2  吉川利明 1976, p. 77.